# Фуфаев, Владимир Николаевич
Владимир Николаевич Фуфаев (27 февраля 1941, Горький — 17 февраля 1998, Приморский край) — советский хоккеист, вратарь. Мастер спорта СССР.

## Биография
Воспитанник горьковского хоккея. В сезоне 1956/57 — игрок «Динамо» Горький. Со следующего сезона — в составе «Торпедо» Горький. Провёл за команду 10 сезонов в чемпионате СССР. Был вторым вратарём после Виктора Коноваленко. Серебряный призёр чемпионата 1960/61. Обладатель Кубка СССР 1960. Финалист Кубка СССР 1961. С сезона 1969/70 играл за команду класса «Б» «Гранит» (Тетюхе).
После завершения карьеры игрока работал егерем в лесничестве. Пропал без вести в тайге.